# Idioma camsá
El camsá, kamsá o sibundoy es una lengua indígena del sur de Colombia hablada por unas cuatro mil personas de la etnia camsá. Filogenéticamente parece ser una lengua aislada.

## Clasificación
No se han podido determinar parentescos fiables entre el camsá y ninguna otra lengua de la región, por lo que se la considera una lengua aislada, o una lengua no clasificada.
Entre los parentescos especulativos se ha propuesto, bajo evidencias poco fiables, que podría estar relacionada con las lenguas chibchas, sobre la base de evidencias léxicas superficiales, aunque el proyecto de comparación sistemática ASJP no muestra similitudes particularmente cercanas entre el chibcha y el camsá. Igualmente especulativa es la propuesta de Joseph Greenberg de que el kamsá podría formar, junto las lenguas arawak, las lenguas tupí y otra serie de familias menores, un hipotético macrofilo ecuatorial. Esta clasificación se basa igualmente en datos muy pobres y la mayoría de los especialistas la consideran inconcluyente y altamente especulativa. Otros autores consideran más probable el parentesco lejano del camsá con otras lenguas asiladas o cuasi-asiladas de la región como el andaquí, el tinigua-pamigua, el cofán o las lenguas barbacoanas.

## Fonología
Tiene seis fonemas vocálicos y 20 consonánticos, entre los cuales se destacan, como peculiaridad, las consonantes retroflejas, también presentes en el guambiano. Estos son los fonemas de la lengua camsá:
Vocales
|          | Anteriores | Centrales | Posteriores |
| -------- | ---------- | --------- | ----------- |
| Cerradas | i          | i         | u           |
| Medias   | e          |           | o           |
| Abiertas |            | a         |             |

Consonantes
|                   | labial | alveolar | retrofleja | palatal | velar |
| oclusivas sordas  |        | t        |            |         | k     |
| oclusivas sonoras | b      | d        |            |         | g     |
| nasales           | m      | n        |            | ñ       |       |
| africadas         |        | ts       | tš         | ç       |       |
| fricativas        |        | s        | š          | ŝ       | x     |
| lateraless        |        | l        |            | ly      |       |
| vibrantes         |        | r        |            |         |       |
| aproximante       | w      |          |            | y       |       |

Los fonemas p y f aparecen en palabras prestadas del castellano u otras lenguas.

## Vocabulario
Lista de vocabulario camsá publicada por Huber y Reed (1992):
| N.º | GLOSA                        | Kamsá               | Notas     |
| --- | ---------------------------- | ------------------- | --------- |
| 1   | lengua                       | biᶘtá-xa            |           |
| 2   | boca                         | wajá-ɕa             |           |
| 3   | labio                        | wajatsebiá-ɕa       |           |
| 4   | diente                       | xuatsá-ɕe           |           |
| 5   | nariz                        | tsxá-ɕe             |           |
| 6   | ojo                          | bɕnɨ-bé             |           |
| 7   | oreja                        | matskuá-ɕe          |           |
| 8   | cabeza                       | bestɕá-ɕe, betɕá-ɕe |           |
| 9   | frente                       | xuentsɨɕá-ɕe        |           |
| 10  | cabello                      | stxɨnɨ́-xa           |           |
| 11  | mentón                       | kumbambɨ́-ɕa         |           |
| 12  | barba                        | wangɨtsboboʃɨ́-xua   |           |
| 13  | cuello                       | tamoɕá-xa           |           |
| 14  | pecho                        | kotʃá-xa            |           |
| 15  | teta, seno, pechos           | tʃótʃo              |           |
| 16  | vientre, abdomen             | wabsbiá             |           |
| 17  | espalda                      | stɨtɕá-xa           |           |
| 18  | hombro                       | tantɕá-xa           |           |
| 19  | brazo                        | buakuá-tɕe          |           |
| 21  | codo                         | ʃɨmia-bé            |           |
| 22  | mano                         | kukuá-tɕe           |           |
| 23  | dedo de la mano              | ntɕabuá-bxa         |           |
| 24  | una                          | ngétsebia-ɕe        |           |
| 25  | pierna                       | mɨntxá-xa           |           |
| 27  | rodilla                      | ntsamiá-ɕe          |           |
| 28  | espinilla                    | ɕɨbxá-xa            |           |
| 29  | pie                          | ʃekuá-tɕe           |           |
| 30  | dedo del pie                 | xɨntɕá-bxa          |           |
| 31  | piel                         | bobátʃe             |           |
| 32  | hueso                        | betá-ɕe, betá-bxa   |           |
| 33  | sangre                       | buíɲe               |           |
| 34  | corazón                      | ainána              |           |
| 35  | pulmones                     | béxnatse            |           |
| 36  | pene                         | lótɕe               |           |
| 37  | vulva                        | salápo              |           |
| 38  | hombre                       | entɕá (jentɕá)      |           |
| 39  | varón                        | bojabása            |           |
| 40  | mujer                        | ʃembása             |           |
| 41  | gente                        | entɕánga            |           |
| 42  | marido, esposo               | bojá                |           |
| 43  | marida, esposa               | ʃéma                |           |
| 44  | padre                        | taitá, bébta        |           |
| 45  | madre                        | mamá, bebmá, máma   |           |
| 46  | criatura                     | ɕeɕóna, (ɕoɕóna)    |           |
| 47  | viejo                        | bɨtsanań            |           |
| 48  | agua                         | bújeʃe, béxa-je     |           |
| 49  | río                          | béxa-ke, bʃáxa-je   |           |
| 51  | lago                         | wabxaxóna-je        |           |
| 52  | pantano                      | xatɨʃáɲe            |           |
| 53  | fuente, ojo de agua          | obaxtʃkaníɲe        |           |
| 54  | caída de agua                | buatʃkɨkxaníɲe      |           |
| 55  | catarata, raudal             | bʃawenaníɲe         |           |
| 56  | candela, fuego               | íɲe, níɲe           |           |
| 57  | ceniza                       | xatinjá             |           |
| 58  | carbón                       | enaxomá-ɕe          |           |
| 59  | humo                         | ngóna               |           |
| 60  | leña                         | niɲá                |           |
| 61  | cíelo                        | sel-óka             | < español |
| 62  | lluvia                       | wabténa             |           |
| 63  | viento                       | bínjia              |           |
| 64  | sol                          | ʃínje               |           |
| 65  | luna                         | xuaʃkóna            |           |
| 66  | estrella                     | estrelja-téma       | < español |
| 67  | día                          | bɨnɨ-té, té         |           |
| 68  | noche                        | ibéta               |           |
| 69  | trueno                       | waxuesajá           |           |
| 70  | relámpago                    | tkuínje             |           |
| 71  | arco iris                    | tsɨbkuákuatxo       |           |
| 72  | tierra                       | bʃántse             |           |
| 73  | piedra                       | ndɨtɕ-bé            |           |
| 74  | arena                        | kaskáxo             | < español |
| 75  | casa                         | jébna               |           |
| 76  | techo                        | thɨxnaɲe, bonxanána |           |
| 77  | puerta                       | bɨɕá-ɕe             |           |
| 78  | banco                        | tɕenɨ́-ɕe            |           |
| 79  | estera                       | txuá-ʃe             |           |
| 80  | hamaca                       | uxonjanɨ́-ʃa         |           |
| 81  | catre, cama de barbacoa      | xutsnɨ́-ʃa           |           |
| 82  | olla                         | matbá-xa            |           |
| 83  | roza, sementera              | xaxáɲe              |           |
| 84  | caserío                      | pueblo-téma         | < español |
| 85  | camino, sendero, trocha      | benátʃe             |           |
| 86  | red                          | ataʒajɨ́-ʃa          | < español |
| 87  | anzuelo                      | ansuelɨ-bxuá        | < español |
| 88  | hacha                        | tatɕnía             | < español |
| 89  | cuchillo                     | kutʃiljɨ-bxa        | < español |
| 90  | canoa                        | kanoú-ɕe            |           |
| 91  | remo                         | ʒem-bé              | < español |
| 92  | porra, macana                | ngarot-bé           | < español |
| 93  | lanza                        | lantsɨ́-ʃa           | < español |
| 94  | arco de cazar                | arkú-bxa            | < español |
| 95  | flecha                       | pletʃɨ-bxuá         | < español |
| 96  | cerbatana                    | . xuesanɨ-ɕa        |           |
| 97  | danta                        | bɨtsijá             |           |
| 98  | tigre                        | tígre               | < español |
| 99  | león, puma                   | león                | < español |
| 100 | armadillo                    | armadiljo-bé        |           |
| 101 | perro                        | kéɕe                |           |
| 102 | venado                       | biángana, móngoxo   |           |
| 103 | murciélago                   | tʃimbiláko          |           |
| 104 | nutria                       | salado-bé           |           |
| 105 | capuchin, machín             | komendéro           | < español |
| 110 | paca, guagua                 | mɨmaɕe              |           |
| 113 | tortuga                      | tortúga-ɕe          | < español |
| 115 | saíno                        | saín kótɕe          | < español |
| 117 | agutí                        | entsóje-ɕe          |           |
| 118 | rata                         | ʒáta-tɕe            | < español |
| 119 | gato                         | meséto              |           |
| 120 | ratón                        | ʃiéna               |           |
| 121 | cola                         | waskuatɕi-xuá       |           |
| 122 | serpiente, culebra           | mɨtɕkuáje           |           |
| 123 | mapana                       | amarón              |           |
| 126 | sapo                         | sápo                | < español |
| 127 | pájaro                       | ʃlóbtɕe             |           |
| 128 | picaflor, colibrí            | ngɨntsiána          |           |
| 130 | tucán                        | pikúdo              |           |
| 131 | loro                         | ʃatúo, ʃatú         |           |
| 133 | gallinazo                    | ngaljináso          | < español |
| 134 | pavo                         | tʃúmbo              |           |
| 135 | lechuza, búho                | koskúngo            |           |
| 136 | pava de monte                | kukuána             |           |
| 137 | gallina                      | tuámba              |           |
| 138 | pescado                      | beóna               |           |
| 140 | abeja                        | txowána             |           |
| 141 | mosca                        | ʃatsɨbiána          |           |
| 142 | pulga                        | nzantsána           |           |
| 143 | piojo                        | mɨtsána             |           |
| 144 | zancudo                      | ʃɨngna-bxa          |           |
| 146 | hormiga                      | xuána               |           |
| 147 | arana                        | báxna, batʃná-ɕe    |           |
| 148 | nigua, pigue                 | tsɨtxóna            |           |
| 149 | monte                        | txá-ɲe              |           |
| 150 | pajonal, sabana              | xatʃáɲe             |           |
| 151 | cerro, loma                  | batsxáɲe            |           |
| 152 | árbol                        | betíje, betijé-ʃe   |           |
| 153 | hoja                         | tsbuaná-tʃe         |           |
| 154 | hoja de árbol                | tsbuaná-tʃe         |           |
| 155 | flor                         | wantɕebxú-ʃa        |           |
| 156 | fruta                        | ʃaxuan-bé           |           |
| 158 | raíz                         | tbɨtɨ́-xa            |           |
| 159 | semilla                      | xénaje              |           |
| 160 | palo                         | niɲɨ́-ɕe             |           |
| 161 | hierba                       | ʃákuana             |           |
| 162 | maíz                         | mátse               |           |
| 163 | yuca                         | bʃendɨ́-ɕe           |           |
| 165 | tabaco                       | tbáko               | < español |
| 166 | algodón                      | tongéntse-ʃe        |           |
| 167 | calabazo poro                | taus-bé             |           |
| 168 | ñame                         | tʃaná               |           |
| 169 | camote                       | mijá                |           |
| 170 | achiote, bija                | mandorɨ́-ʃa          |           |
| 171 | ají                          | tsɨtɕá              |           |
| 173 | ayahuasca, jajé              | biaxíje             |           |
| 174 | plátano                      | blandɨ́-tɕa          | < español |
| 178 | caña brava                   | ɕɨ́-ɕe               |           |
| 179 | sal                          | tamó                |           |
| 180 | chicha, masato               | bóko-ye             |           |
| 181 | uno                          | kánje               |           |
| 182 | dos                          | úta                 |           |
| 183 | tres                         | únga                |           |
| 184 | cuatro                       | kánta               |           |
| 185 | cinco                        | ʃátʃna              |           |
| 190 | diez                         | bnɨ́tsan             |           |
| 191 | primero                      | natsána             |           |
| 192 | último                       | ústonoje            |           |
| 193 | sonajero, maraca             | marakɨ́-ʃe           | < español |
| 194 | tambor                       | ɕɨnxana-bé          |           |
| 195 | cushma                       | ʃabuanguanɨ-xuá     |           |
| 196 | orejera, arete               | wamatsaxonjanɨ́-ʃa   |           |
| 197 | máscara                      | xobɨ́tsanɨ-ɕe        |           |
| 198 | curandero                    | tatɕmbuá, jobá      |           |
| 199 | cacique, curaca, capitán     | utabná, mandádo     | < español |
| 200 | yo, mí usted                 | átɕe                |           |
| 201 | usted                        | áka                 |           |
| 202 | él                           | tʃá                 |           |
| 203 | ella                         | tʃá                 |           |
| 204 | nosotros inclusivo           | bɨ́nga               |           |
| 206 | ustedes                      | tɕingabtánga        |           |
| 207 | ellos                        | tʃɨ́nga              |           |
| 208 | mi mano                      | átɕ-be kukuá-tɕe    |           |
| 209 | tu mano                      | ák-be kukuá-tɕe     |           |
| 210 | su mano                      | tʃá-be kukuá-tɕe    |           |
| 211 | nuestras manos               | bɨng-be kukuá-tɕe   |           |
| 213 | sus manos (de ellos)         | tʃɨ́ng-be kukuátɕe   |           |
| 214 | mi arco                      | átɕ-be arkú-bxa     | < español |
| 215 | tu arco                      | ák-be arkú-bxa      |           |
| 216 | su arco (de él)              | tsá-be arkú-bxa     |           |
| 217 | nuestro arco                 | bɨ́ng-be arkú-bxa    |           |
| 219 | su arco (de ellos)           | tʃɨ́ng-be arkú-bxa   |           |
| 220 | grande                       | bɨ́ts                |           |
| 221 | pequeño                      | báse, bíntʃe        |           |
| 222 | frío                         | ʃék-bana            |           |
| 223 | caliente                     | ntɕníɲe             |           |
| 224 | bueno                        | tɕábe, tɕabá        |           |
| 225 | malo                         | baká, bákna sóje    |           |
| 226 | blanco                       | bxántse             |           |
| 227 | negro                        | btsénga             |           |
| 228 | vaya, ve!                    | m-ó-tsa             |           |
| 229 | ven!                         | m-á-bo              |           |
| 230 | come!                        | m-ó-se              |           |
| 231 | bebe!                        | m-o-bɕé             |           |
| 232 | duerme!                      | m-o-tsámana         |           |
| 233 | corona                       | tʃinʃ-óka           |           |
| 234 | dientes delanteros incisivos | btɨɕá-ɕe            |           |
| 236 | pelo largo                   | bɨ́n stxɨná-ʃe       |           |
| 237 | garganta y cuello            | bexɨ́ngua-xa         |           |
| 238 | nuez de la garganta          | tamoɕtxon-bé        |           |
| 239 | espalda, parte superior      | stɨtɕá-xa           |           |
| 241 | muñeca                       | ʃɨmia-bé            |           |
| 242 | pierna inferior              | ɕɨbxá-tɕe           |           |
| 243 | el pelo del cuerpo           | bobo-ʃɨ́-xa          |           |
| 244 | estómago                     | wabsbiá             |           |
| 245 | intestinos                   | tʃuntʃuljɨ-xua-ngá  |           |
| 246 | viejita                      | wela-xéma           |           |
| 247 | nubes quietas                | xantɕetɨ́-ʃe         |           |
| 249 | roza, sementera de maíz      | taɕxá-ɲe            |           |
| 250 | quebrada                     | báse béxa-je        |           |
| 251 | piedrecillas                 | ndɨtɕmé-ʃe          |           |
| 252 | rocas grandes                | peɲí-ɕe             | < español |
| 253 | camino, sendero, trocha      | axʃatʃnɨxní-ɲe      |           |
| 255 | rancho                       | tambo-téma          |           |
| 256 | este                         | kém                 |           |
| 257 | eso, ese, aquel              | tʃɨ́                 |           |
| 258 | quién                        | ndá, ndmuá          |           |
| 259 | que                          | ndajá               |           |
| 260 | no                           | ndóɲe               |           |
| 261 | todos                        | njćtska             |           |
| 262 | muchos                       | bɨtská, bá, bá-nga  |           |
| 263 | largo                        | bɨ́n                 |           |
| 264 | corteza                      | xubobá-ʃe           |           |
| 265 | carne                        | mɨntɕéna            |           |
| 267 | grasa                        | minjiká             | < español |
| 268 | huevo                        | ʃɨmnɨ-bé            |           |
| 269 | cuerno                       | tsɨtxoní-ɕe         |           |
| 270 | pluma                        | plumɨ-bxuá          | < español |
| 271 | uña, garra                   | ngétsebia-ɕe        |           |
| 272 | barriga                      | wabsbiá             |           |
| 273 | hígado                       | bekotʃká            |           |
| 274 | beber                        | xatmuána, xobɕiána  |           |
| 275 | comer                        | xasána              |           |
| 276 | morder                       | xaxantsána          |           |
| 277 | ver                          | xinjána             |           |
| 278 | oír                          | xowenána            |           |
| 279 | saber                        | xtsetatɕmbuána      |           |
| 280 | dormir                       | xómanana            |           |
| 281 | morir                        | xóbanana            |           |
| 282 | matar                        | xóbana              |           |
| 283 | nadar                        | xatʃbabána          |           |
| 284 | volar                        | xongébxuana         |           |
| 285 | andar                        | xtsanána            |           |
| 286 | venir                        | xabána              |           |
| 287 | acostarse                    | xtsexáxonana        |           |
| 288 | sentarse                     | xotbemána           |           |
| 289 | ponerse en pie, de pie       | xotsajána           |           |
| 290 | dar                          | xatɕetajána         |           |
| 291 | decir                        | xajanána            |           |
| 292 | quemar, arder                | xtsejiɲána          |           |
| 293 | montaña                      | xáɲe                |           |
| 294 | rojo                         | buángana            |           |
| 295 | verde                        | ngɨ́bʃna             |           |
| 296 | amarillo                     | tsɨɕijána           |           |
| 297 | lleno                        | xútxena             |           |
| 298 | nuevo                        | tsɨ́m                |           |
| 299 | redondo                      | -bé                 |           |
| 300 | seco                         | boxóxo, buaʃána     |           |
| 301 | nombre                       | wabáina             |           |
| 302 | cómo                         | ntɕámo              |           |
| 303 | cuándo                       | ntséko, ntséko ora  |           |
| 304 | donde                        | ndm-óka, ndaj-éntɕe |           |
| 305 | aquí                         | mu-éntɕe            |           |
| 306 | allí                         | tʃ-éntɕe            |           |
| 307 | otro                         | ínje, injá          |           |
| 308 | poco                         | batɕá, básebta      |           |
| 309 | neblina                      | xantɕetɨ́-ʃe         |           |
| 310 | fluir                        | xtsobuána           |           |
| 311 | mar                          | már béxa-je         |           |
| 312 | mojado                       | btʃékuana           |           |
| 313 | lavar                        | xáxabiana           |           |
| 314 | gusano                       | tsɨkɨmiána          |           |
| 315 | ala                          | xuatɨngmiá-ʃa       |           |
| 316 | piel peluda                  | bobo-ʃá, bobó-ʃe    |           |
| 317 | ombligo                      | wamɨʃtɨtɨ́-ɕa        |           |
| 318 | saliva                       | jebuá-je            |           |
| 319 | leche                        | létɕi-je            | < español |
| 320 | con                          | -ka, -btaka         |           |
| 321 | en                           | -óka, -íɲe, -éntɕe  |           |
| 322 | en, lugar definido           | -óka                |           |
| 323 | si                           | -se, -sna           |           |
| 324 | hielo                        | jélo                | < español |
| 326 | helarse                      | xtseʃekbána         |           |
| 327 | niño                         | báse-tema           |           |
| 328 | oscuro                       | ibéta               |           |
| 329 | cortar                       | kutʃú-j             |           |
| 330 | ancho                        | tɨntɕá              |           |
| 331 | estrecho, angosto            | báse tɨntɕá         |           |
| 332 | lejos                        | bɨn-óka             |           |
| 333 | cerca                        | béko-ɲe             |           |
| 334 | grueso                       | xoʃá                |           |
| 335 | delgado                      | báse xoʃá           |           |
| 336 | corto                        | béko                |           |
| 337 | pesado                       | teʃut-, úta         |           |
| 338 | embotado                     | ndɨ-ngmɨtʃɨ́-bxa     |           |
| 339 | afilado                      | bɕá-xa, ngmitʃɨ́-bxa |           |
| 340 | sucio                        | tsénga, tsengá      |           |
| 341 | podrido                      | xanguána            |           |
| 342 | liso                         | bɨngɨnjána          |           |
| 343 | recto                        | nderítʃe            |           |
| 344 | correcto                     | tɕabá               |           |
| 345 | izquierdo                    | waɲikuaj-ói-ka      |           |
| 346 | derecho                      | katʃbi-ói-ka        |           |
| 347 | viejo                        | tángua              |           |
| 348 | frotar                       | xanɨtxuána          |           |
| 349 | jalar, arrastrar             | xuasxanána          |           |
| 350 | empujar                      | xatsɨntɕána         |           |
| 351 | botar, tirar                 | xutɕenána           |           |
| 352 | golpear                      | xuénanana           |           |
| 353 | hender                       | xaʃtɨtɕána          |           |
| 354 | punzar, chuzar               | xangɨsɨtxuána       |           |
| 355 | cavar                        | xaxutxuána          |           |
| 356 | atar                         | xabátsikana         |           |
| 357 | coser                        | xuaxonajána         |           |
| 358 | caer                         | xotsatɕána          |           |
| 359 | hinchar                      | xabʃatʃána          |           |
| 360 | pensar                       | xenóxuabojana       |           |
| 361 | cantar                       | xabérsiana          | < español |
| 362 | oler                         | xongɨtsetɕiána      |           |
| 363 | vomitar                      | xáʃkonana           |           |
| 364 | chupar                       | xobkuakuajána       |           |
| 365 | soplar                       | xangowána           |           |
| 366 | temer                        | xtsawatxána         |           |
| 367 | apretar, exprimir            | xatɨbána            |           |
| 368 | sostener                     | xotbajána           |           |
| 369 | abajo                        | tsɨtx-óka           |           |
| 370 | arriba                       | tsbanán-oka         |           |
| 371 | maduro                       | bótʃena             |           |
| 372 | polvo                        | polbɨ́-ʃe            | < español |
| 373 | vivo                         | ainá                |           |
| 374 | cuerda                       | biá-xa              |           |
| 375 | año                          | wáta                |           |